# Bengt Ahlbom
Bengt Ahlbom, född 16 december 1904 i Karlsborg, död 21 mars 1993 på Lidingö, var en svensk sportjournalist som i stort sett  lyckades besöka alla olympiska spel från Stockholm 1912 till Los Angeles 1984.
Efter att Ahlbom slagit kung Gustaf V i tennis fick han smeknamnet Kungamördaren. Dokumentären En kungamördares bekännelser av Tom Alandh handlar om honom.
Bengt Ahlbom är begravd på Lidingö kyrkogård.